# Bear River
Bear River – rzeka w amerykańskich stanach Utah, Idaho i Wyoming. Uchodzi do Wielkiego Jeziora Słonego, którego jest największym dopływem.
Nad rzeką Bear 29 stycznia 1863 roku miała miejsce masakra Szoszonów przez wojska amerykańskie.